# David Kaufman
David Kaufman (sinh ngày 23 tháng 7 năm 1961) là một diễn viên Mỹ, nổi bật với vai trò lồng tiếng cho nhân vật Dexter Douglas trong Freakazoid, Jimmy Olsen trong Superman: The Animated Series, Danny Fenton/Danny Phantom trong Danny Phantom, anh trai Aldrin của Maggie trong The Buzz on Maggie, và Marty McFly, nhân vật của Michael J. Fox trong phim hoạt hình Back to the Future.